# The Fire Chief's Daughter
The Fire Chief's Daughter er en amerikansk stumfilm fra 1910.